# Mischa Bakaleinikoff
Miachil „Mischa“ Bakaleinikoff (vollständig russisch Михаил Романович Бакалейников Michail Romanowitsch Bakaleinikow; * 10. November 1890 in Moskau; † 10. August 1960 in Los Angeles) war ein russischer Filmkomponist, der in Hollywood arbeitete.

## Leben
Bakaleinikoff studierte Musik, als die Russische Revolution ausbrach, vor deren Folgen er 1926 in die USA floh. 1931 kam er nach Hollywood und wurde Geiger im Studioorchester der Columbia Pictures. Bereits in seinen Anfangsjahren war er für die Zusammenstellung von Filmmusik aus den Archiven der Firma zuständig und komponierte häufig die Übergänge von einem zu anderem Stück. Später wechselte er zu seinem eigentlichen Instrument, dem Kontrabass, mit dem er zahlreiche Filmscores einspielte. In den frühen 1940er Jahren war Bakaleinikoff als musikalischer Direktor für zahlreiche Filme verantwortlich, vornehmlich B-Filme, Serials und Kurzfilme. Aufgrund seiner Position komponierte er zwar auch Filmmusiken, war jedoch hauptsächlich für die gesamte musikalische Abteilung verantwortlich, sodass er häufiger als Dirigent und Arrangeur in Erscheinung trat.
Bekannt wurde der Freimaurer durch die Kompositionen für etliche Science-Fiction-Filme der Zeit, in denen er Disharmonien nutzte und die Bläsersektion in den Vordergrund stellte.
Sein Bruder Constantin (1898–1966) war in ähnlicher Funktion bei RKO Pictures tätig.

## Filmografie (Auswahl)
- 1932: Love Affair
- 1933: Oliver Twist
- 1935: Stadtgespräch (The Whole Town’s Talking)
- 1945: Mein Name ist Julia Ross (My Name Is Julia Ross)
- 1947: Blondie’s Big Moment
- 1947: Blondie’s Holiday
- 1947: Blondie in the Dough
- 1947: Uncas, der Letzte seines Stammes (Last of the Redmen)
- 1947: Verwegene Männer im Sattel (The Last Round-Up)
- 1947: Blondie’s Anniversary
- 1948: Die Rückkehr des Whistler
- 1948: Thunderhoof
- 1948: Robin Hoods große Liebe (The Prince of Thieves) als musikalischer Direktor
- 1948: Ich tanze in dein Herz (Ladies of the chorus)
- 1948: Das Geheimnis von Zimbalu (Jungle Jim)
- 1948: Geladene Pistolen (Loaded Pistols)
- 1948: Im Netz der Schwarzen Spinne (Superman)
- 1948: Blondie’s Secret
- 1949: König des Dschungels (The Lost Tribe)
- 1949: Batman and Robin
- 1949: Männer mit eisernen Nerven (Riders oh the Whistling Pines)
- 1949: Gespensterreiter (Riders in the Sky)
- 1950: Der letzte Freibeuter (Last of the buccaneers)
- 1950: Diamantenjagd im Urwald (Mark of the Gorilla)
- 1950: Die Dschungelgöttin (Captive Girl)
- 1950: Buschteufel im Dschungel (Pygmy Island)
- 1951: Hölle am Kongo (Fury of the Congo)
- 1951: Grenzpolizei in Texas (The Texas Rangers)
- 1951: Als die Rothäute ritten (When the Redskins Rode)
- 1951: Der rote Falke von Bagdad (The Magic Carpet)
- 1952: Sein Freund, der Lederstrumpf (The Pathfinder)
- 1952: Goldraub in Texas (Hangman’s Knot)
- 1952: Lady Rotkopf (The Golden Hawk)
- 1952: Zwei räumen auf (Cripple Creek)
- 1952: Kalifornien in Flammen (California Conquest)
- 1952: Schrei aus dem Dschungel (Jungle Jim in the Forbidden Land)
- 1953: Heißes Eisen (The Big Heat)
- 1953: Mit der Waffe in der Hand (Gun Fury)
- 1953: Der rote Dolch (Flame of Calcutta)
- 1954: Der Empörer (The Saracen Blade)
- 1955: Das Grauen aus der Tiefe (It Came from Beneath the Sea)
- 1956: Fliegende Untertassen greifen an (Earth vs the flying saucers)
- 1956: Die 7. Kavallerie (Seventh Cavalry)
- 1957: Angriff der Riesenkralle (The Giant Claw)
- 1957: Der 27. Tag (The 27th Day)
- 1957: Die Bestie aus dem Weltenraum (20 million miles to earth)
- 1957: Das Fort der mutigen Frauen (The Guns of Fort Petticoat)
- 1957: The Tijuana Story